# نعمانیه
نعمانیه (به عربی: النعمانية)،شهری در استان واسط در کشور عراق است که بر ساحل رود دجله و در جنوب شرقی شهر بغداد واقع شده‌است که گمان می‌رود نعمان سوم، این شهر را پایه‌گذاری کرده‌است.
یاقوت آنرا منزلگاهی در نیمه راه بغداد و واسط دانسته است. یعقوبی گوید نزدیک آن صومعه ایست به نام دیر هزقل که در آنجا راهبان از دیوانگان پرستاری می کنند. نعمانیه به قول ابن رسته از جهت دستگاههای بافندگی شهرت دارد و فرشهایی که در آنجا می بافته مانند فرشهای حیره است. در قرن هشتم حمدالله مستوفی گوید《قصبه ایست میان بغداد و واسط بر طرف دجله افتاده است و نخلستان بسیار دارد》.
آرامگاه احمد بن حسین متنبی شاعر عرب و شیعه مذهب قرن چهارم هجری، در این شهر قرار دارد.
در این منطقه جنگی بین محمد بن ملکشاه سلجوقی و امیر سیف الدوله صدقه در ۱۹ رجب ۵۰۱ اتفاق افتاد که پیروزی با لشکر محمد سلجوقی بود و در این نبرد صدقه کشته شد .وزارت سلجوقیان در این دوره در دست یکی از پسران خواجه نظام الملک بود یعنی نظام الملک ثانی